# Purkinje-Bilder

Veranschaulichung der Entstehung der unterschiedlichen Purkinje-Bilder durch Reflexionen an den optischen Grenzflächen

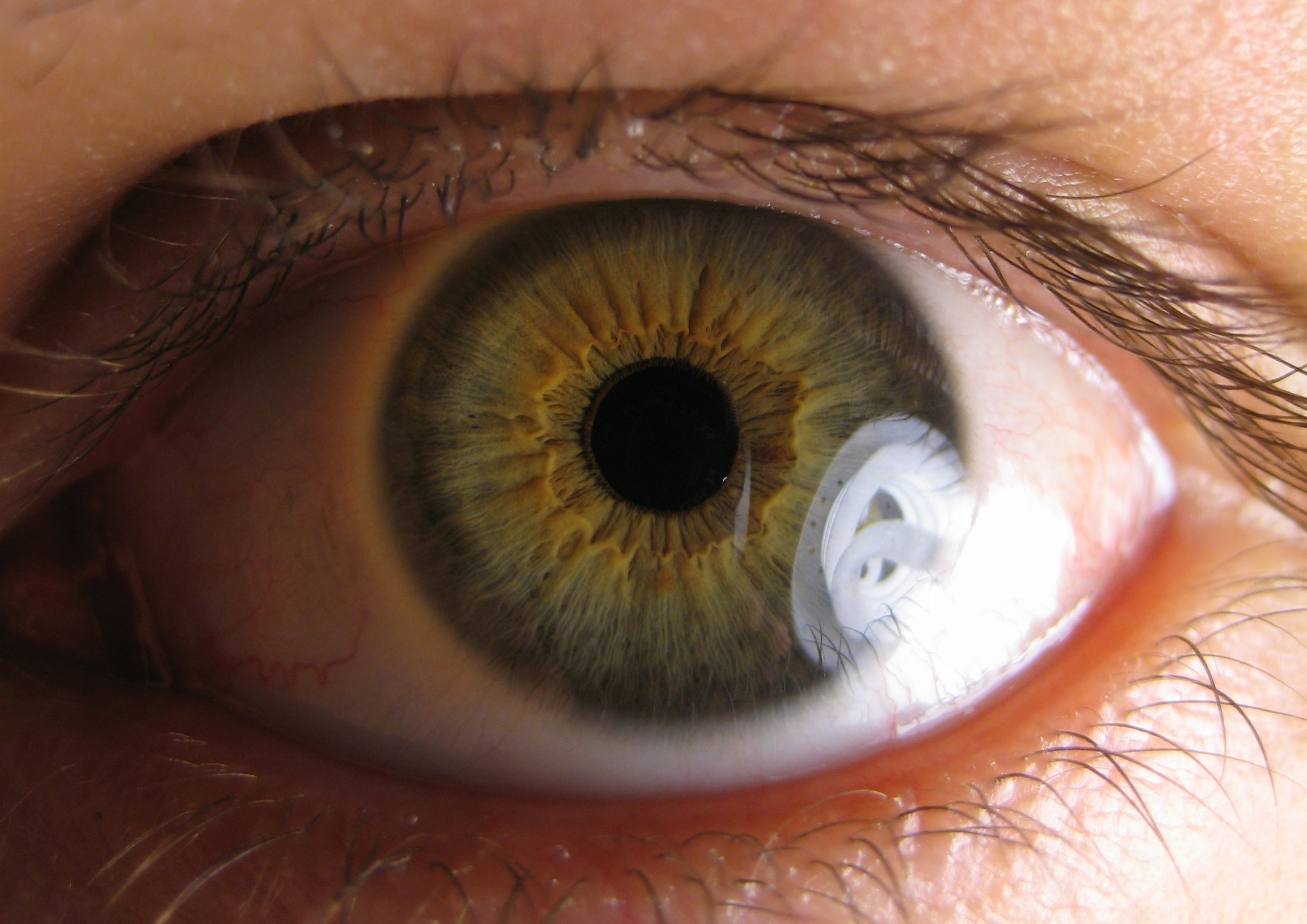
Menschliches Auge mit Purkinje-Bildern

Als Purkinje-Bilder und manchmal auch Purkinje-Sanson-Bilder werden die Reflexionen eintreffenden Lichts durch die optischen Grenzflächen des Auges bezeichnet. Aus den vier Grenzflächen des Auges resultieren vier unterschiedliche Purkinje-Bilder: Oberfläche der Hornhaut (P1), Rückfläche der Hornhaut (P2), Vorderfläche der Linse (P3) und Rückfläche der Linse (P4).
Anhand der Purkinje-Bilder können mithilfe von Dual-Purkinje-Image-Trackern die Bewegung der Augen gemessen werden. Dabei macht man sich zunutze, dass sich das Verhältnis zwischen dem ersten Purkinje-Bild an der Hornhaut und dem vierten Bild an der Linse durch Bewegungen des Auges verändert.
Die Purkinje-Bilder wurden nach Jan Evangelista Purkyně benannt.